# ولیک بلاک
ولیک بلاک (به لاتین: Velike Bloke) یک زیستگاه انسانی در اسلوونی است که در Bloke Municipality واقع شده‌است.

## خصوصیات
ولیک بلاک ۶٫۳۷ کیلومترمربع مساحت و ۲۱۲ نفر جمعیت دارد و ۷۲۹٫۴ متر بالاتر از سطح دریا واقع شده‌است.